# Llanfihangel-ar-arth
Llanfihangel-ar-arth è un centro abitato del Galles, situato nella contea del Carmarthenshire.